# 윤조 (청나라)
윤조(允祚, 1680년 ~ 1685년)는 효공인황후의 제6황자이다.